# Asteroide Hyalose

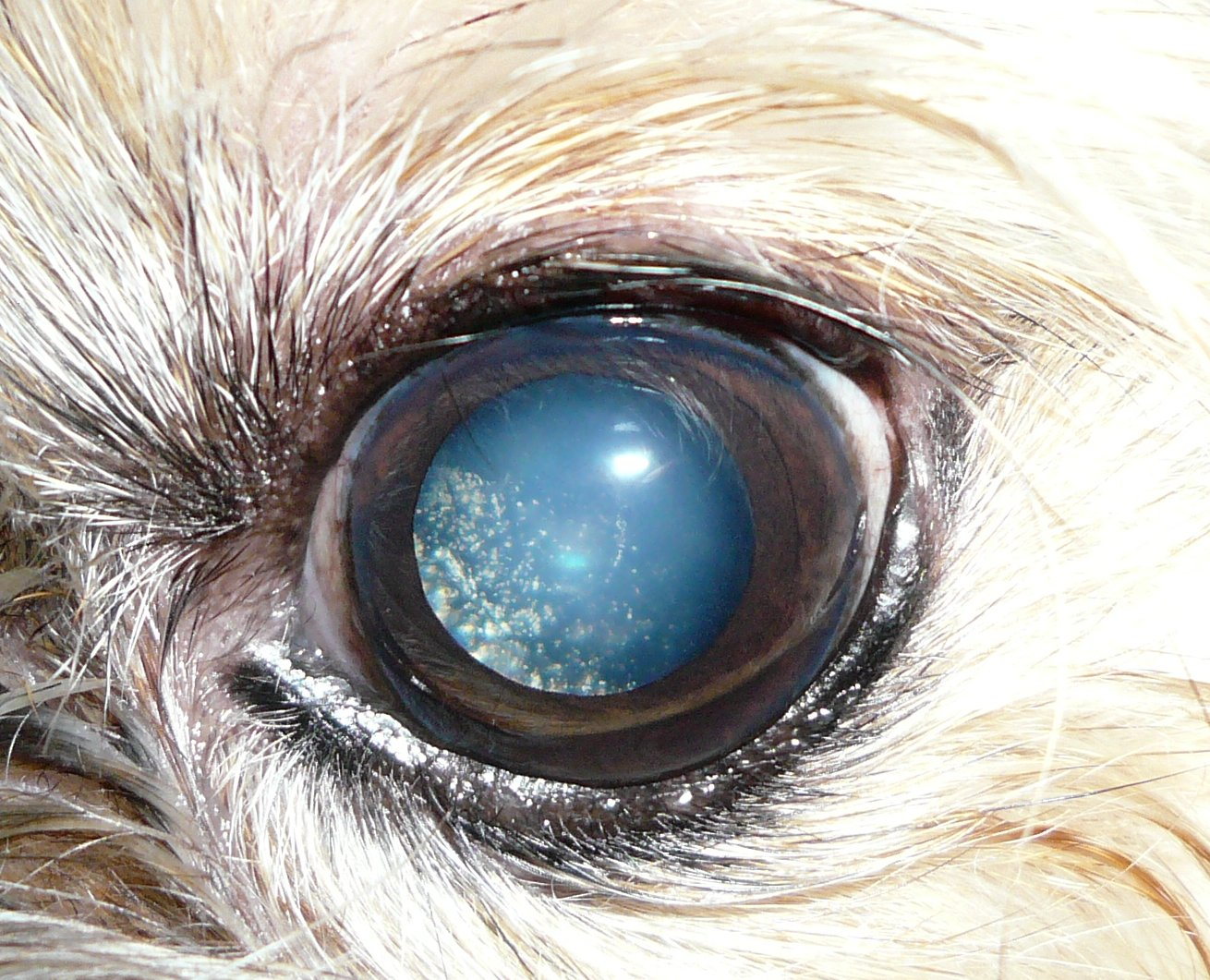
Asteroid hyalosis bei einem Yorkshire Terrier

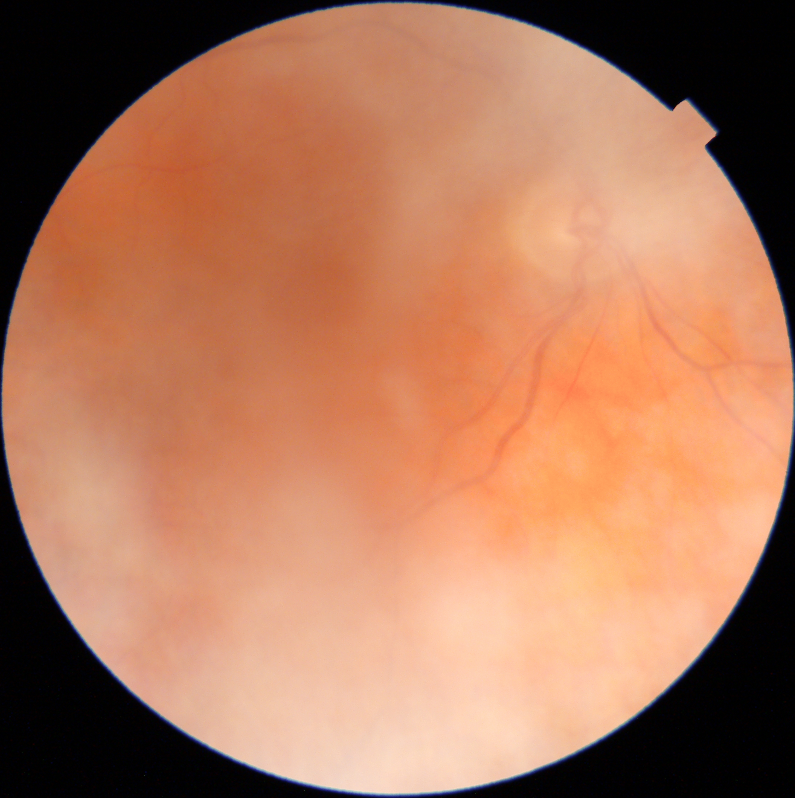

Die Asteroide Hyalose ist eine degenerative Erscheinung des Auges, bei der sich kleine milchigweiße Trübungen im Glaskörper des Auges bilden. Sie wird bei Menschen, Hunden und Chinchillas beschrieben. Klinisch gesehen sind die Trübungen stark lichtbrechend, was sie wie Sterne oder Meteoriten am Nachthimmel erscheinen lässt, wobei diese Störbilder die Augenbewegungen mitmachen und daher sehr mobil erscheinen.
Derartige „Sterne“ sind von den weitverbreiteten Mouches volantes zu unterscheiden, bei denen es sich um fibrilläre oder zelluläre Koagulate handelt, die sich im Glaskörper bilden. Genaue Ursachen für die Entstehung einer asteroiden Hyalose sind nicht bekannt, es scheint aber Zusammenhänge mit dem Auftreten von Diabetes mellitus, Bluthochdruck, Hypercholesterinämie und, bei manchen Tieren, Tumoren des Ziliarkörpers zu geben. Bei Hunden in Haltung scheint asteroide Hyalose eine typische Alterserscheinung zu sein.
Die Einlagerungen bestehen aus Hydroxylapatit, das wiederum aus Kalzium und Phosphaten bzw. phosphatierten Lipiden gebildet ist. Obwohl die asteroide Hyalose normalerweise keine gravierenden Beeinträchtigungen des Sehens verursacht, können die Trübungen doch sehr störend sein. Auch beeinträchtigen sie Untersuchungen und Vermessungen der Netzhaut. Normalerweise ist die asteroide Hyalose nicht behandlungsbedürftig, allerdings kann die Glaskörperentfernung in Einzelfällen aus diagnostischen und therapeutischen Gründen angezeigt sein.